# Prohibido salir
Pour plus de détails, voir Fiche technique et Distribution.
Prohibido salir est un film de comédie péruvien sorti le 14 septembre 2023, écrit, réalisé et coproduit par Sandro Ventura.

## Synopsis
Le mariage de Bernabé et Carolina est en crise et ils décident de se séparer juste un jour avant l'émission de la quarantaine. Bernabé décide de se réfugier dans l'endroit le plus sûr qu'il connaisse: sa maison. Carolina, qui le croyait déjà hors de sa vie, devra non seulement supporter son retour mais aussi vivre avec ses deux enfants: Macarena et Marcelo, respectivement âgés de 15 et 12 ans.

## Distribution
Les acteurs participant à ce film sont, :
- Anahí de Cárdenas : Caroline
- Renzo Schuller : Bernabé
- Merly Morello : Macarena
- Facundo Vásquez de Velasco : Marcelo
- Diego Lombardi : Italo
- Laura Spoya : Véro
- Maju Mantilla : Alma
- Santiago Suárez : Augusto
- Luciana Fuster : Liliana
- Camucha Negrete : Sonia
- Fabiana Valcárcel : Nicole
- Fiorella Luna : Alessia
- David Carrillo : Paco
- Liz Navarro : Amparo
- Alejandra Saba : psychiatre
- Chiara Molina : secrétaire
- Miguel Vargas : policier

## Production
Le tournage principal a commencé le 26 février 2021 et s'est terminé le 23 mars de la même année à Lima, au Pérou.